# Ричгров (Калифорнија)
Ричгров (енгл. Richgrove) насељено је место без административног статуса у америчкој савезној држави Калифорнија.

## Демографија
По попису из 2010. године број становника је 2.882, што је 159 (5,8%) становника више него 2000. године.
| Група             | 2000.         | 2010.         |
| Белци             | 55 (2,0%)     | 32 (1,1%)     |
| Афроамериканци    | 2 (0,1%)      | 20 (0,7%)     |
| Азијати           | 165 (6,1%)    | 140 (4,9%)    |
| Хиспаноамериканци | 2.493 (91,6%) | 2.705 (93,9%) |
| Укупно            | 2.723         | 2.882         |